# 加瓦尔多
加瓦尔多（義大利語：Gavardo），是意大利布雷西亚省的一个市镇。总面积29508平方公里，人口11630人，人口密度0.4人/平方公里（2009年）。国家统计（ISTAT）代码为017077。